# Futrono
Futrono (del mapudungun: futronhue ‘lugar de humos’) es una comuna de la provincia del Ranco, en la Región de Los Ríos (Chile). Limita al norte con Panguipulli y Los Lagos, al este con Argentina, al sur con La Unión y Lago Ranco, y al oeste con Paillaco. Según el censo de 2017, posee 14 665 habitantes.

## Historia
Este lugar fue centro de vastos territorios huilliches durante el período de la colonia, ellos lo llamaban Futronhue, su españolización generó el nombre actual. 
Los primeros registros en la historia de estos lugares datan de 1580, donde Pedro Mariño de Lobera en su obra, habla sobre una batalla en Maihue entre indígenas puelches y el capitán Cosme de Molina.
En La Economía de Chile Austral antes de la Colonización Alemana. 1645-1850 del sacerdote Gabriel Guarda, se dice que los sectores entre el volcán Choshuenco y Futrono pertenecen a la sucesión de Julián de la Guarda Valentín, importante personaje de la historia de la comuna, y del que en el presente se pueden encontrar a sus descendientes directos en el pueblo.
Ya en la segunda mitad del siglo XIX, varios colonos habían llegado a la zona, como Fernando Acharán (Hacienda Chollinco) y Manuel Florín (Hacienda Arquilhue). Posteriormente, a fines de ese siglo, muchas familias llegaron para comenzar la explotación forestal, destacando las familias Rosales, González, Monsalve, Vera, Montesinos, Fuentealba y Jaramillo, comenzando así la conformación de una sociedad en la ribera norte del lago. Este proceso se potenció en 1910, cuando el viejo cacique Fernando Neguimán construye la escuelita Futronhué, teniendo como profesora a Avelina Soto de Salinas.
Luego se transformó en un puerto de embarque de productos, creado por Eduardo Squella, quien poseía un vapor del mismo nombre con el que llevaba los productos de la zona hacia Puerto Nuevo y desde ahí a La Unión. Otro vapor del lago Ranco era el Laja, propiedad del colono francés Fernand Soulodre, quien se dedicó al transporte de madera desde las costas orientales del lago hacia la estación de ferrocarriles en el poblado de Lago Ranco en el sector sur poniente.
Pero el desarrollo de Futrono estaba limitado por la falta de accesos, ya que las vías de conexión eran nueve horas de cabalgata hasta Paillaco o navegar por el lago hasta Puerto Nuevo en barcos a vapor.

### Fundación de la comuna
Como parte de la 8.ª subdelegación de Quinchilca del departamento de Valdivia, en 1891 la zona de Futrono —o Futronhue como era aún conocida— pasó a integrar la nueva comuna de Quinchilca, que tres años después cambió de nombre a Calle-Calle. Casi cuatro décadas después, a contar de 1928 fue parte de la recién creada comuna de Los Lagos.
El 12 de julio de 1941, bajo el gobierno de Pedro Aguirre Cerda, se publicó la Ley 6973 que creó la comuna-subdelegación de Futrono, iniciativa concretada gracias a la labor de Carlos Acharán Arce, legislador de la zona. quien fue el que desarrolló el proyecto de ley.
El primer alcalde de Futrono fue Laureano Rosales Gómez (1942-1944), quien al igual que los siguientes alcaldes, se encargó de abrir las rutas de los caminos Paillaco y Los Lagos, para luego abrirse camino hacia Llifén y Maihue. La pavimentación de Futrono comenzó recién en 1988.

## Medio ambiente

### Geomorfología y componentes abióticos

Trazado simplificado de los ecosistemas y cuerpos de agua presentes en la comuna de Futrono.

La comuna de Futrono se encuentra emplazada en las unidades geomorfológicas de Llano central con morrenas y conos, Cordillera volcánica activa, Precordillera morrénica y lagos de barrera morrénica; y presenta según la clasificación climática de Köppen clima de tundra (ET), clima de tundra de lluvia invernal (ET (s)), clima mediterráneo de lluvia invernal (Csb), clima mediterráneo de lluvia invernal de altura (Csb (h)), clima mediterráneo frío de lluvia invernal (Csc), clima templado lluvioso (Cfb), clima templado lluvioso con leve sequedad estival (Cfb (s)), clima templado lluvioso frío (Cfc) y clima templado lluvioso frío con leve sequedad estival (Cfc (s)). Esta además se halla entre las cuencas hidrográficas de río Bueno y río Valdivia. Además, la comuna posee diversos cuerpos de agua, entre los que se destacan el lago Maihue y lago Ranco, laguna Los Copihues, laguna Santa Catalina y laguna Sichahue; y río Blanco, río Calcurrupe, río Caunahue, río Chico, río Coique, río Curinilahue, río Curringue, río Florín, río Hueinahue, río Huenteleufo, río Ipela o Folit, río Llollehue, río Mocho, río Pichico, río Pillanleufu, río Quiman, río Rupumeica y río Trafun.

### Componentes bióticos
Dentro del territorio de la comuna se pueden hallar los siguientes ecosistemas:
- Bosque caducifolio templado andino donde predominan Nothofagus alpina y Dasyphyllum diacanthoides (En peligro)
- Bosque caducifolio templado andino donde predominan Nothofagus alpina y Nothofagus dombeyi (Vulnerable)
- Bosque caducifolio templado andino donde predominan Nothofagus pumilio y Drimys andina (Vulnerable)
- Bosque caducifolio templado andino donde predominan Nothofagus pumilio y Ribes cucullatum (Preocupación menor)
- Bosque caducifolio templado donde predominan Nothofagus obliqua y Laurelia sempervirens (En peligro)
- Bosque laurifolio templado interior donde predominan Nothofagus dombeyi y Eucryphia cordifolia (Preocupación menor)
- Bosque siempreverde templado andino donde predominan Nothofagus dombeyi y Gaultheria phillyreifolia (Vulnerable)
- Matorral bajo templado andino donde predominan Adesmia longipes y Senecio bipontinii (Vulnerable)
- Matorral bajo templado andino donde predominan Discaria chacaye y Berberis empetrifolia (Vulnerable)

### Medidas de protección ambiental y conflictos socioambientales
Hasta 2022, la comuna de Futrono cuenta con las siguientes zonas que poseen algún nivel de protección ambiental:
- Bosques Templados Lluviosos (Reserva Biósfera)[14]
- Cerrillos (Termas del Paraíso) (Iniciativa de Conservación Privada)[15]
- Chihuio (Iniciativa de Conservación Privada)[16]
- Chollinco (Iniciativa de Conservación Privada)[17]
- Corredor Andino Lago Huishue-Lago Riñihue (Cuenca) (Sitios ERB)[18]
- La Trafa (Iniciativa de Conservación Privada)[19]
- Las Rosas del Campo (Iniciativa de Conservación Privada)[20]
- Mavidahue (Iniciativa de Conservación Privada)[21]
- Mocho Choshuenco (Sitios Ley 19.300)[22]
- Reserva Nacional Mocho - Choshuenco (Reserva Nacional)[23]

## Demografía
La comuna de Futrono cuenta con una población de 14 665 habitantes según censo de 2017, con una densidad de población de 6,47 hab/km². Esta población se concentra mayoritariamente en el sector urbano, con aproximadamente un 55,8 % siendo el 44,2 % restante de carácter rural.
La población de la comuna según los distritos censales se concentra en Futrono con 8538 habitantes, que representa el 58,2 %, Llifén con 1918 habitantes con el 13,1 %, Loncopán con 1660 habitantes con el 11,3 %, Maihue con 1194 habitantes con el 8,1 %, Huite con 877 habitantes con el 6,0 % y Quimán con 394 habitantes con el 2,7 %.
Según antecedentes censales y de estimación de población, desde mediados del siglo XX Futrono ha duplicado su número de habitantes, pasando de 7391 en 1952, a 14 665 señalado en el censo de población y viviendas 2017.
Según la encuesta Casen 2006, el 23,4 % de la población de la comuna es pobre, y el 8,0 % es indigente, convirtiéndola en la 5.ª comuna más pobre de la región y en la 2.ª con mayor indigencia, de un total de 12 comunas.

## Administración

### Municipalidad
La Municipalidad de Futrono para el periodo 2021-2024 es dirigida por el alcalde Claudio Lavado Castro (UDI - Chile Vamos) y el concejo municipal conformado por los concejales:
Evópoli (1):
- Camilo Daniel Céspedes Gutiérrez

RN (1):
- Rebeca Del Rosario Asenjo Jaramillo

UDI (2):
- Leonila Elisabeth Sáez Alarcón
- Sergio Efraín Solís Duarte

PPD (1):
- Fernando Javier Flández Montecinos

PDC (1):
- Gloria Pamela González Espinoza

### Representación parlamentaria
Futrono forma parte de la Circunscripción Senatorial XII y del Distrito Electoral 24. Es representada en la Cámara de Diputados del Congreso Nacional por los siguientes diputados:
- Gastón Von Muhlenbrock Zamora (UDI)
- Bernardo José Berger Fett (IND - RN)
- Marcos Ilabaca Cerda (PS)
- Ana María Bravo Castro (PS)
- Patricio Eduardo Rosas Barrientos (COM)[25]

En el Senado, la representan:
- María José Gatica Bertín (RN)
- Alfonso de Urresti Longton (PS)
- Iván Flores García (PDC)

## Economía
La ciudad de Futrono es un centro de servicios en la ribera norte del lago Ranco. Sus actividades van desde la agricultura, ganadería y turismo, hasta la fabricación de muebles de madera nativa de alta calidad. En cuanto a su equipamiento, la comuna cuenta con servicios de alojamiento, alimentación, transporte, comercio y servicios básicos. También cuenta con un botadero de lanchas en el puerto Las Rosas y una biblioteca pública municipal, que trabaja en convenio con la Dibam (Dirección de Bibliotecas, Archivos y Museos).

## Servicios públicos

### Biblioteca
Por años, la comunidad futronina clamaba a las autoridades locales por una biblioteca pública. Siendo en sus inicios una casa habitación arrendada y acondicionada para dichas funciones, inaugurada un 4 de septiembre de 2001, gracias a un convenio firmado entre la Municipalidad y la Dirección de Bibliotecas, Archivos y Museos. En 2003 se concretó la compra del inmueble, quedando edificio definitivo para la biblioteca.

## Lugares de interés
La comuna de Futrono destaca por sus paisajes naturales. Durante mucho tiempo, fue un lugar de segunda residencia de veraneantes de Santiago y Valdivia, pero durante los últimos años, la cantidad de turistas ha aumentado considerablemente, llegando a coparse la capacidad de alojamiento durante los meses de verano. Los principales atractivos de la comuna son:

### Lago Ranco

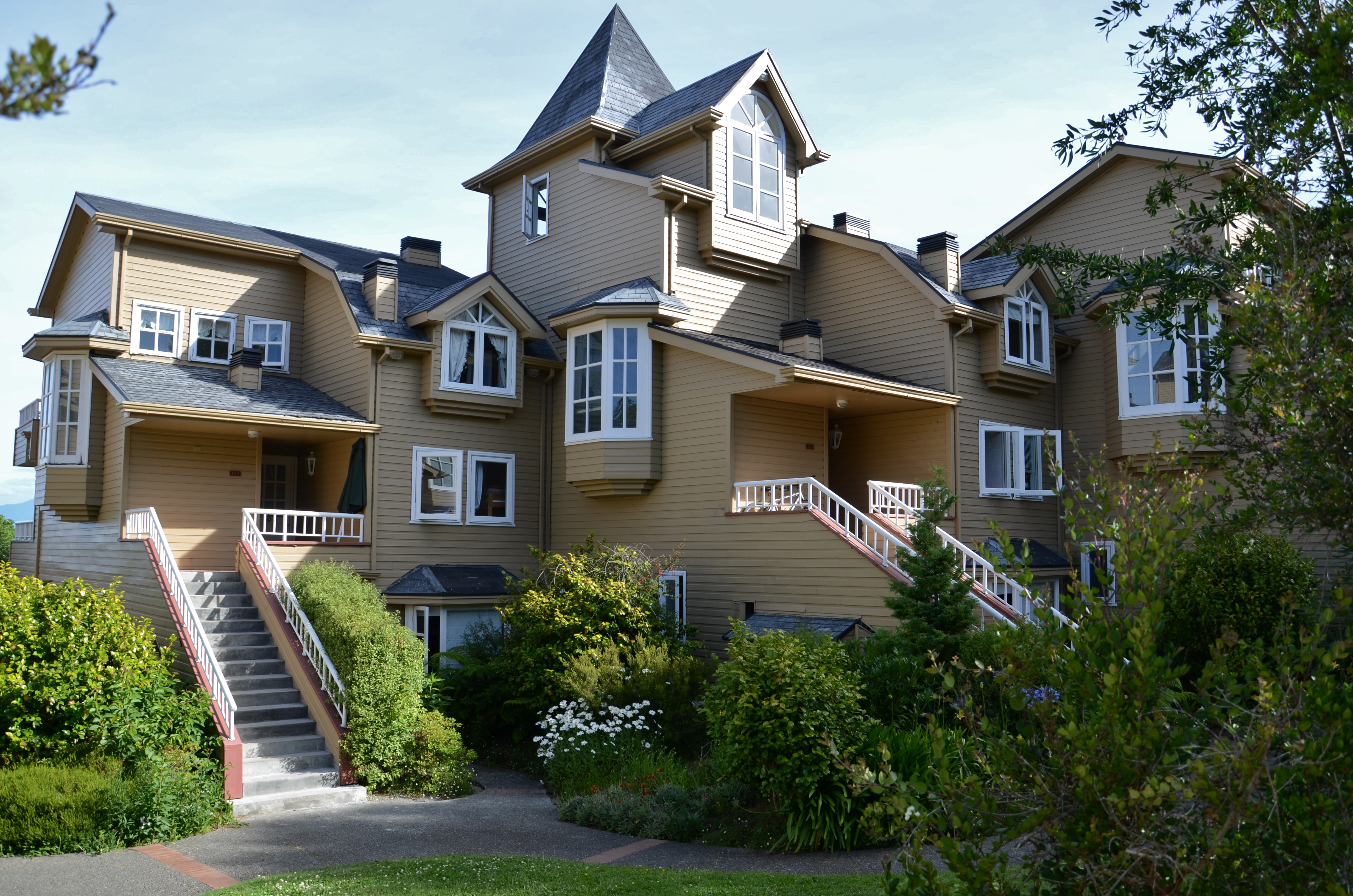
Casa solariega en Coique.

El Ranco es el tercer lago más grande de Chile, por lo que hay muchos lugares para disfrutar de sus aguas. Haciendo un recorrido por el borde del lago, se pueden encontrar playas que combinan la característica vegetación del sur de Chile con las claras aguas del lago. Existen tres playas públicas habilitadas para el baño que son Coique, Galdames y Huequecura, pero existen muchos lugares donde se puede acceder al lago como el Puerto Futrono, Puerto Las Rosas, península La Trafa —perteneciente a Orosimbo Soto y familia—, golfo Azul, sector que en parte pertenece a Pedro Barrientos, etc.

### Lago Maihue
El lago Maihue, escondido entre los cerros, sus aguas son completamente trasparentes, con un tono azul verdoso que complementa la vista junto a los densos bosques nativos y los escarpados cerros de la cordillera de los Andes. Si bien no tiene playas habilitadas, existen múltiples lugares para visitar, como Puerto Los Llolles, Maihue, Maqueo y Hueinahue.

### Isla Huapi
La isla Huapi es la mayor de las doce que se encuentran en el lago Ranco y sus más de 600 habitantes conservan ahí sus tradiciones ancestrales huilliches. Después de casi una hora de navegación, se llega a una pequeña bahía, desde donde se comienza la exploración de la isla, ya sea a pie, en bicicleta o en los tradicionales paseos en yuntas de bueyes. Entre los atractivos más conocidos está la Piedra Bruja, donde sabrá la suerte que tendrá durante el año, y el cerro Treng-Treng, punto más alto de la isla con vistas a todo el lago. Además, encontrará exclusivas piezas de artesanía, donde destacan los tejidos y los canastos.

### Pesca deportiva
En los ríos y lagos de la comuna se pueden encontrar truchas arcoíris, fario, perca trucha y pejerreyes de agua dulce. Existen muchas excursiones de pesca y guías que ofrecen todo tipo de servicios, sobre todo durante la temporada de pesca, de noviembre a mayo. Durante los últimos años, se ha incrementado entre los visitantes la pesca con mosca, principalmente en el río Calcurrupe.

### Termas
Entre los valles cordilleranos se pueden encontrar muchas vertientes termales. Las más conocidas son las termas de Chihuío (lugar donde se bañó Pablo Neruda). Las termas Llifén, de aguas ricas en azufre y calcio, cuentan con dos piscinas techadas una a 29 °C y otra a 37 °C calentadas con calderas, el agua nace a solo 25 °C a 800 m de las piscinas; y las termas de Cerrillos, estas últimas se encuentran en un valle "Cerrillos" que sube por la montaña orillando los ríos Florin y Cahunahue hacia los volcanes Mocho y Choshuenco muy visitadas en la época de verano, sus aguas completamente naturales alcanzan temperaturas de 44 °C.

### Ruta de Neruda
Durante el otoño de 1949, el poeta Pablo Neruda cruzó por el paso de Lilpela hacia Argentina, luego de varios meses de estadía en la comuna. El gobierno de Gabriel González Videla lo estaba persiguiendo por diferencias políticas, por lo que salió de Santiago a principios de ese año. Llegando a Futrono, cruzó el lago Ranco hacia Llifén. De ahí se fue en carreta hasta Puerto Los Llolles, desde donde se embarcó por el lago Maihue hasta Hueinahue. Luego de intensos días de planificación, comenzó su travesía pasando por los baños termales de Chihuío, antes de cruzar la frontera.

## Medios de comunicación

### Radioemisoras
FM
- 89.3 MHz - Más Radio
- 92.9 MHz - Radio Pilmaiquén
- 93.3 MHz - Radio del Lago FM
- 104.7 MHz - FM Lagos del Sur
- 105.9 MHz - Radio Armonía

## Deportes

### Fútbol
Audax de Futrono, en su condición de campeón regional amateur, participó en la Copa Chile 2009.

## Imágenes

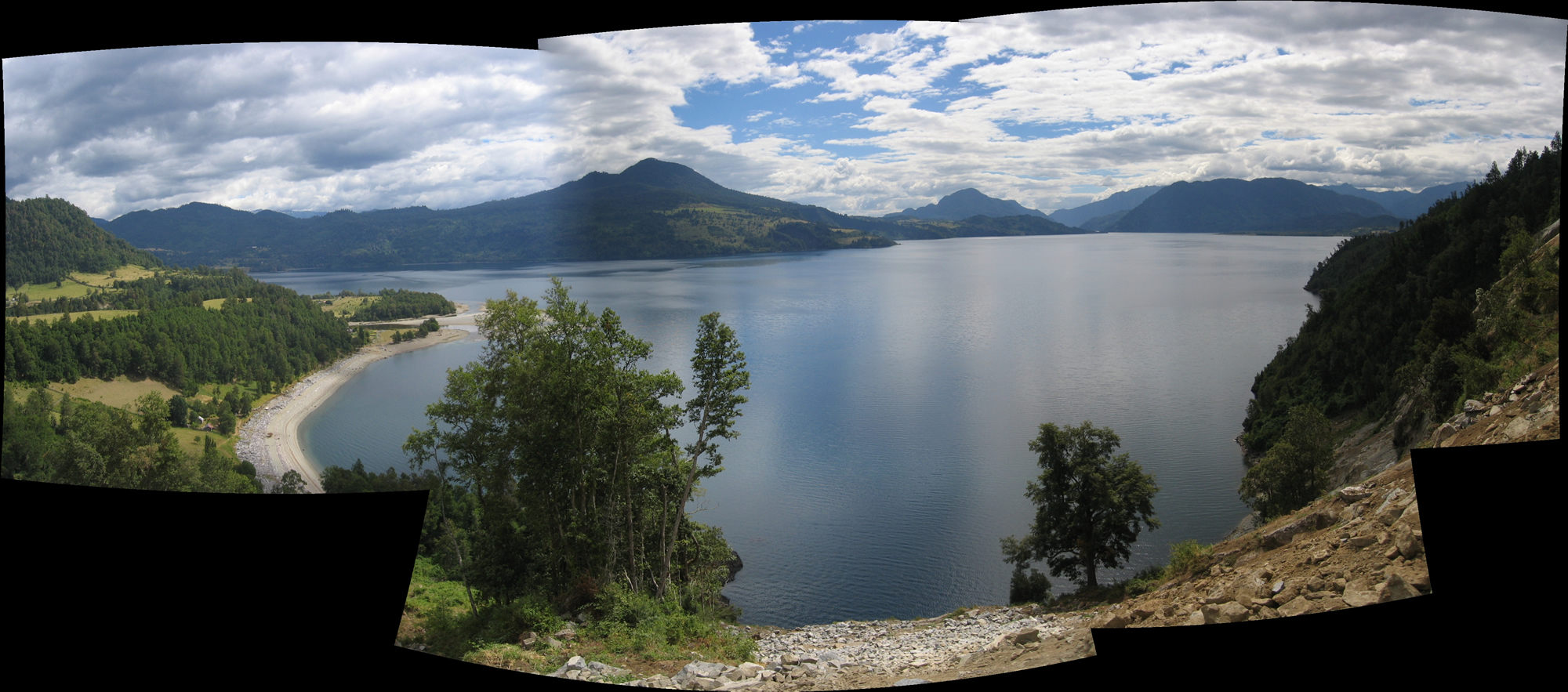
Lago Maihue
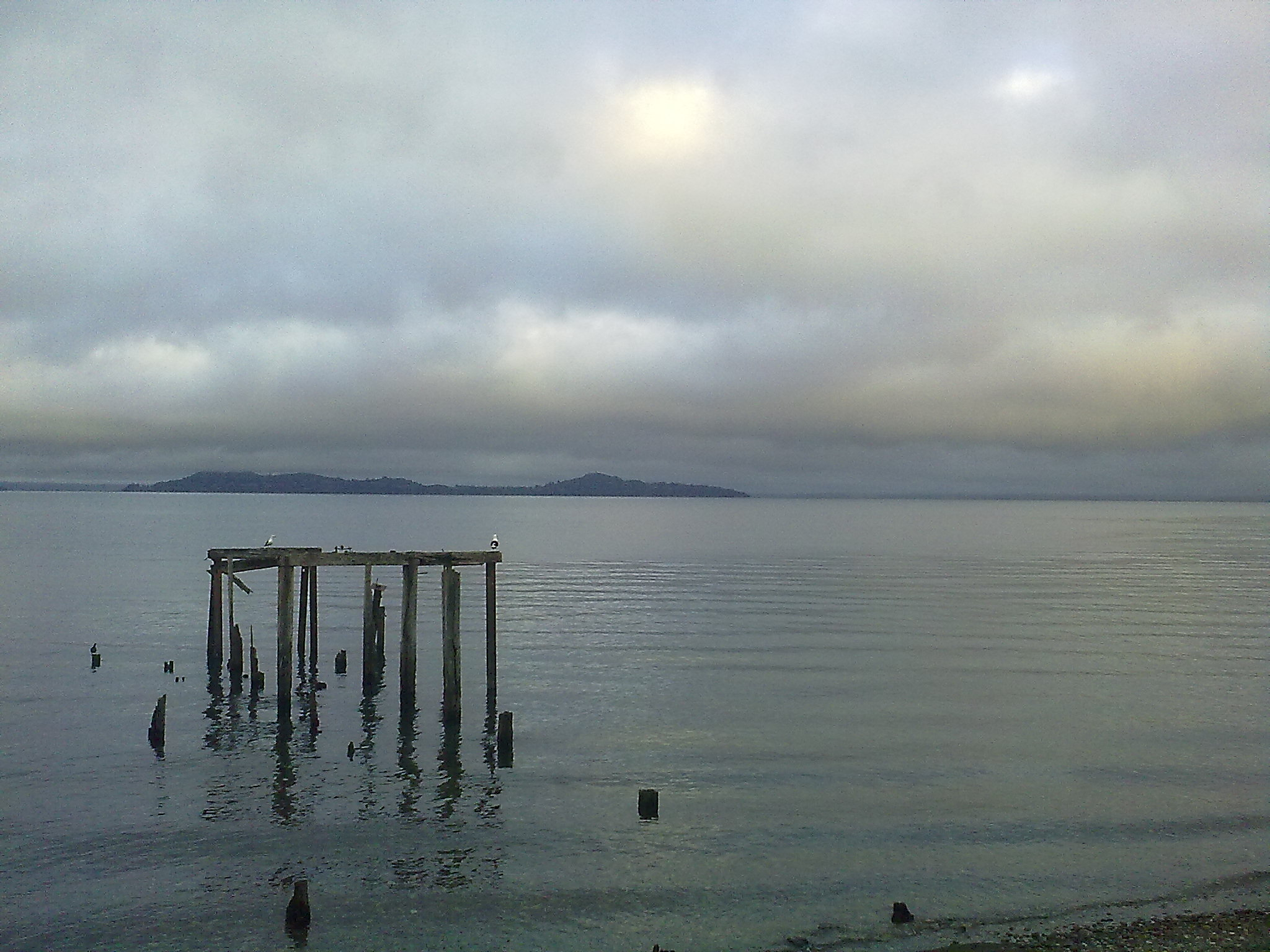
Puerto Llifén
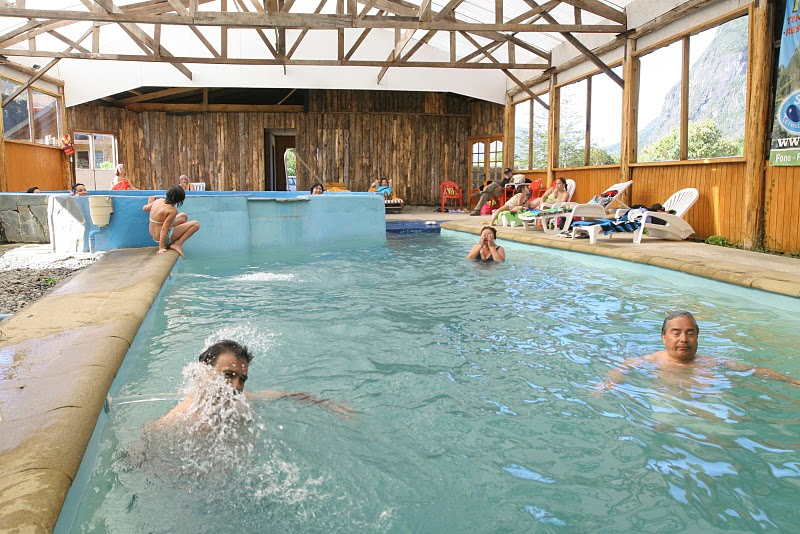
Termas Llifén
Playa Huequecura.